# Brzeszcze (gmina wiejska)
Brzeszcze – dawna zbiorowa gmina wiejska istniejąca w dwóch odsłonach: w latach 1934–1954 oraz 1977–1991. Siedzibą władz gminy było Brzeszcze, które jako wieś wchodziły w skład pierwszej gminy, lecz (jako miasto) tej drugiej już nie.

## Pierwsza wiejska gmina zbiorowa (1934–1954)
Gmina zbiorowa Brzeszcze została utworzona po raz pierwszy  1 sierpnia 1934 roku w wyniku wejścia w życie rozporządzenia MSW w sprawie podziału powiatu bialskiego w woj. krakowskim na gminy wiejskie. W jej skład weszły dotychczasowe gminy: Brzeszcze, Jawiszowice, Przecieszyn, Skidzin i Wilczkowice.
Podczas II wojny światowej gminę Brzeszcze wcielono do III Rzeszy weszła w skład Landkreis Bielitz (powiatu bielskiego), gdzie hitlerowcy w jej miejsce utworzyli nową, znacznie powiększona gminę – Amtsbezirk Brzeszcze.
Po wojnie powrócono do podziału administracyjnego sprzed wojny. 1 stycznia 1951 gmina została włączona do reaktywowanego powiatu oświęcimskiego w woj. krakowskim. Według stanu z 1 lipca 1952 roku gmina składała się z 5 gromad: Brzeszcze, Jawiszowice, Przecieszyn, Skidzin i Wilczkowice. Gmina została zniesiona 29 września 1954 roku wraz z reformą znoszącą gminy – z jej terenu powstały gromady Brzeszcze (Brzeszcze, Jawiszowice), Przecieszyn (Przecieszyn i Skidzin + Zasole ze zniesionej gminy Kęty) i Rajsko (Wilczkowice + Rajsko ze zniesionej gminy Oświęcim).

## Okres przejściowy osiedli i gromad (1954–1972)
13 listopada 1954, po pięciu tygodniach, gromadę Brzeszcze zniesiono w związku z nadaniem jej statusu osiedla, w związku z czym Jawiszowice stały się integralną częścią Brzeszcz. Nie potrwało to długo, bo już 29 lutego 1956 Jawiszowice wyłączono z osiedla Brzeszcze, tworząc w nich odrębną gromadę. 31 grudnia 1961 do gromady Jawiszowice przyłączono obszar zniesionej gromady Przecieszyn, natomiast obszar zniesionej gromady Rajsko (z Wilczkowicami) włączono do gromady Brzezinka. 18 lipca 1962 osiedle Brzeszcze otrzymało status miasta. Taki układ utrzymał się do końca 1972 roku, czyli do kolejnej reformy gminnej.

## Druga wiejska gmina zbiorowa (1977–1991)
1 stycznia 1973, w związku z kolejną reformą gminną, gminy Brzeszcze nie reaktywowano. W sąsiedztwie Brzeszcz powstały natomiast dwie sąsiednie gminy:
- gmina Jawiszowice w powiecie oświęcimskim w woj. krakowskim – obejmująca 5 sołectw: Jawiszowice, Przecieszyn, Skidzin, Wilczkowice i Zasole (powierzchnia 26,86 km², ludność 5752)[16];
- gmina Miedźna  w powiecie pszczyńskim w woj. katowickim – obejmująca 6 sołectw: Frydek, Gilowice, Góra, Grzawa, Miedźna i Wola (powierzchnia 49,73 km², ludność 6683)[17].

Brzeszcze stanowiły wówczas odrębną gminę miejską i nie mieściły siedziby żadnej gminy wiejskiej. 1 czerwca 1975 wszystkie trzy jednostki weszły w skład nowo utworzonego woj. katowickiego.
Do zmiany doszło 1 lutego 1977, kiedy to gminy Jawiszowice i Miedźna połączono w jedną nową gminę wiejską o nazwie Brzeszcze z siedzibą w Brzeszczach, które nadal stanowiły odrębną gminę miejską. Tak skonfigurowana gmina obwarzankowa sztucznie przecięła historycznie utrwaloną granicę między Małopolską a Śląskiem. Stan ten nie utrzymał się długo, bo niecałe sześć lat. 1 października 1982 usamodzielniła się ponownie gmina Miedźna, przez wyłączenie z gminy Brzeszcze sołectw Frydek, Gilowice, Góra, Grzawa, Miedźna, Wola. Po tej korekcie, obszar gminy Brzeszcze stał się zatem praktycznie tożsamy z obszarem gminy Jawiszowice z lat 1973–1977.
1 stycznia 1992 wiejską gminę wiejską Brzeszcze połączono z miastem Brzeszcze, tworząc współczesną miejsko-wiejską gminę Brzeszcze.